# Fairey Battle
Fairey Battle var ett brittiskt lätt bombflygplan som användes i början av andra världskriget. Det var redan då omodernt och utklassades av modernare tyska jaktflygplan. Många flygplan gick förlorade under 1940 och flygplanstypen användes därefter huvudsakligen för havsövervakning och utbildning.

## Utveckling
År 1933 utfärdade Luftministeriet en specifikation på ett flygplan som skulle ersätta Hawker Hart och Hawker Hind. Kravet var att det skulle kunna flyga 1 000 miles (1 600 km) med en bomblast på 1 000 lb (454 kg) med en hastighet av 200 mph (320 km/h). Kravet var också att flygplanet skulle vara enmotorigt, något som ställde till problem eftersom det 1933 inte fanns någon motor stark nog att klara de andra kraven. Charles Richard Fairey ansåg att Luftministeriets specifikation inte var rimlig och presenterade därför flera alternativa konstruktioner, men det var ändå den som närmast matchade specifikationen som fick godkännande. Konstruktionen som utvecklats av Marcel Lobelle var relativt modern, lågvingad och helt i metall påminde den om ett förstorat jaktflygplan. Trots det var den vid premiärflygningen 10 mars 1936 redan omodern. Den defensiva beväpningen var för klen och toppfarten för låg vilket gjorde den till ett lätt byte för jaktflygplan som Messerschmitt Bf 109. Luftwaffes snabba expansion gjorde att Battle ändå sattes i produktion för att upprätthålla numerär jämvikt med Luftwaffe och för att det var det enda moderna lätta bombflygplanet som stod till buds. För att förbättra prestandan något byggdes de flesta serieproducerade flygplanen med Merlin III-motorer som kunde ge 300 hästkrafter mer om de tankades med 100-oktanigt bränsle.

## Användning

Akterskyttens position vid Vickers-kulsprutan.

Det första serieproducerade flygplanet flög 14 april 1937 och i maj kom den ut på förband. Vid krigsutbrottet 1939 var tio bombdivisioner utrustade med Battle-flygplan plus åtta stycken utbildningsdivisioner. Bombdivisionerna omgrupperades till Frankrike i september för att bomba mål i västra Tyskland ifall Tyskland skulle anfalla Frankrike. Tyskarna var dock fullt upptagna med fälttåget mot Polen vilket ledde till det så kallade låtsaskriget på västfronten. Den 20 september lyckades en Battle från No.88 Squadron skjuta ner en Messerschmitt Bf 109 under en spaningsflygning nära Aachen. Det var Storbritanniens första luftstridsseger under andra världskriget.
När slaget om Frankrike startade i maj 1940 blev det uppenbart hur sårbara Battle-flygplanen var. Den 10 maj förlorades 13 av 32 flygplan, dagen därefter 7 av 8. Den 12 maj genomförde fem Battles ett desperat anfall mot broarna över Albertkanalen vid Maastricht varvid samtliga fem blev nedskjutna. Två av de stupade tilldelades Victoria Cross postumt. Den 14 maj bytte man därför taktik och anföll i stället från högre höjd där de inte var lika sårbara för luftvärnseld. Till en början gav det resultat. Av de tio flygplan som anföll broarna på morgonen återvände samtliga. Den stora katastrofen inträffade på eftermiddagen då 63 återstående Battle-flygplan sattes in mot broarna och blev anfallna av Bf 109:or varvid 35 blev nedskjutna. De återstående Battle-flygplanen drogs tillbaka till Storbritannien en månad senare där de omorganiserades och övergick till nattliga anfall mot tyska landstigningsbåtar i franska och nederländska hamnar. Vid slutet av 1940 hade de flesta divisioner ersatt sina Fairey Battles med Vickers Wellingtons. Av de tre divisioner som fortfarande flög Battles baserades två i Belfast och en i Reykjavik och användes för havsövervakning.
Nästan hälften av de Fairey Battles som producerades exporterades till Kanada (739 stycken), Australien (300), Sydafrika (150) och Nya Zeeland där de huvudsakligen användes för flygträning. En del av dem försågs med ett kulsprutetrorn för utbildning av bombplansskyttar. Efter kriget fortsatte ett fåtal Battles att tjänstgöra som målbogserare.

## Konstruktion

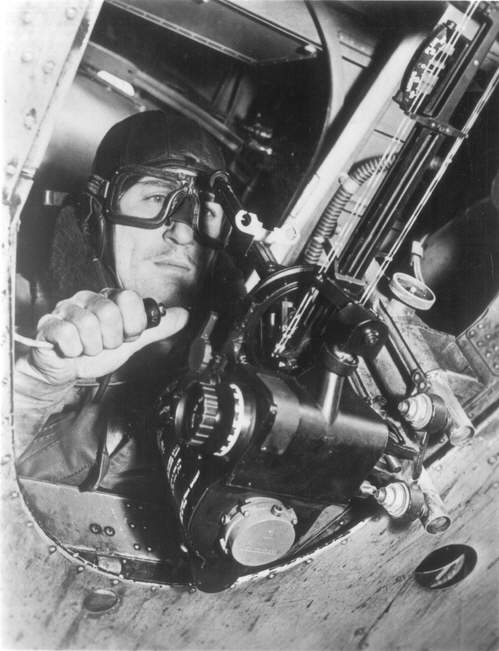
Bombsiktet i en Battle-bombare.

Fairey Battle var ett lågvingat flygplan byggt i metall, huvudsakligen aluminium. Motorn var en Rolls-Royce Merlin på 1 030 hästkrafter. Cockpiten var ovanligt lång för att få plats med tre besättningsmän; pilot, navigatör/bombfällare och radiooperatör/akterskytt. Bombfällaren fick lämna sin stol och lägga sig raklång för att kunna använda bombsiktet som satt i ett hål i durken. Battle hade två bombutrymmen för två stycken 122 kg bomber i vardera vingen. Bomberna fästes i hydrauliskt sänkbara vapenbalkar som kunde sänkas ner för att ladda bomberna eller för att bomberna skulle gå klart för vingen vid störtbombning. Den defensiva beväpningen bestod av en enda framåtriktad Browning-kulspruta i styrbords vinge samt en rörlig Vickers K i bakre sittbrunnen.

## Varianter
- Battle B Mk.I – Första produktionsmodellen med en Rolls-Royce Merlin I på 1 030 hk.
- Battle B Mk.II – Som Mk.I fast med Merlin II-motor med topplock med raka ventiler kopierade från Rolls-Royce Kestrel.
- Battle B Mk.III – Som Mk.II fast med Merlin III-motor på 1 310 hk och propellerregulator i stället för två fasta stigningslägen.
- Battle T – Battle-bombare konverterade till skolflygplan med dubbelkommando. Samma cockpit som bombarna och ibland försedd med radiopejl på akterskyttens plats.
- Battle T Mk.I – Battle-flygplan från början byggda som skolflygplan. Två separata cockpits i tandem.
- Battle IT – Battle-bombare med kulsprutetorn för utbildning av bombplansskyttar.
- Battle TT – Battle-bombare ombyggda till målbogserare.
- Battle TT Mk.I – Battle-flygplan från början byggda som målbogserare.

Förutom dessa byggdes ett antal Battles om för utprovning av olika motorer, bland annat en med Bristol Taurus, två med Bristol Hercules, en med Napier Dagger, två med Napier Sabre och en kanadensisk Battle med Wright Cyclone-motor.

## Användare
- Australiens flygvapen
- Belgiens flygvapen
- Greklands flygvapen
- Irlands flygkår
- Kanadas flygvapen
- Storbritanniens flygvapen
- Sydafrikas flygvapen
- Turkiets flygvapen